# نهر كوكشة
نهر كوكشة (بالفارسية: رودخانه کوکچه) هو نهر يقع في شمال شرق أفغانستان. أحد روافد نهر بنج، يتدفق عبر ولاية بدخشان في هندو كوش. تقع مدينة فيض آباد على طول كوكشة. بالقرب من قرية آرتين جلو يوجد جسر فوق النهر.

## المسار
يبدأ كوكشة في مقاطعة كوران ومنجان بالقرب من مركز المقاطعة كوران ومنجان ويتدفق شمالًا، ويمر عبر مقاطعة يمكان ومقاطعة جورم. بالقرب من قرية بهارك، بلتقي نهر وردوج بكوكشة. ثم يتدفق النهر شرقا، ويدور حول الحدود الشمالية لمقاطعة آرغو ويمر بفيض آباد. أخيرًا، يدخل كوكشة ولاية تخار، ويتدفق حول الحدود الجنوبية لمقاطعة رستاق، وينتهي عند نهر جيحون من آي خانم.